# William Alexander Macdonald
Pour les articles homonymes, voir William McDonald et McDonald.
William Alexander Macdonald (1860-1er octobre 1946) est un homme politique canadien du Manitoba et juge de la Colombie-Britannique. Il est député provincial conservateur de la circonscription manitobaine de Brandon City (en) de 1892 à 1893. Il est brièvement chef des Conservateurs manitobains durant les années 1890.

## Biographie
Né à Saint Catharines en Ontario, Macdonald étudie à la Osgoode Hall Law School. Nommée au barreau de l'Ontario et du Manitoba en 1882, il pratique ensuite le droit à Brandon jusqu'en 1897.
Il tente sans succès pour une première fois de faire son entrée en politique lors de l'élection provinciale de 1888 dans North Brandon. Élu dans Brandon City en 1892, il remplace le chef conservateur de facto Rodmond Roblin, qui n'avait pas été élu, au poste de chef et devient chef de l'opposition officielle.
Son mandat est de courte durée, car celui-ci est invalidé au milieu de 1893 et il perd l'élection partielle plus tard la même année.
Macdonald se présente comme candidat conservateur dans Brandon en 1896, mais il est défait par D'Alton McCarthy du parti McCarthyite. McCarthy était un fervent opposant aux droits des francophones et était supporté par les Libéraux locaux.
De 1897 à 1909, il pratique le droit à Nelson en Colombie-Britannique avant de s'établir à Vancouver où il devient conseiller de la chambre de commerce. En 1913, il est nommé juge à la Cour suprême de la Colombie-Britannique.
Il meurt à Vancouver à l'âge de 86 ans.